# Каркаусь (река)
Каркаусь — река в России, протекает по Кукморскому району Республики Татарстан и Вятскополянском районе Кировской области. Правый приток реки Аллаук, бассейн Камы.

## География
Каркаусь начинается на плато на правобережье Вятки и течёт на восток, при этом до деревни Каркаусь река протекает в глубоком овраге. На реке расположены населённые пункты Верхняя Шунь, Салтык-Ерыкла, Каркаусь и Ташлы-Елга. В селе Средние Шуни впадает в Аллаук в 6,7 км от устья последнего. Длина реки составляет 13 км.

## Данные водного реестра
По данным государственного водного реестра России относится к Камскому бассейновому округу, водохозяйственный участок реки — Вятка от города Вятские Поляны и до устья, речной подбассейн реки — Вятка. Речной бассейн реки — Кама.
Код объекта в государственном водном реестре — 10010300612111100040509.